# Billboard Music Awards de 2014
O Billboard Music Awards de 2014 foi uma cerimônia de premiação musical realizada em 18 de maio de 2014, na MGM Grand Garden Arena, em Las Vegas, Estados Unidos. A cerimônia, apresentada pelo rapper americano Ludacris, foi transmitida ao vivo pela rede de TV ABC.
Justin Timberlake ganhou 7 dos 11 prêmios a que fora indicado, incluindo Melhor Artista, Melhor ArtisKta Masculino e Melhor Álbum da Billboard 200 pelo álbum The 20/20 Experience. Outros vencedores incluíram Imagine Dragons, que ganhou cinco de suas 12 indicações, e Robin Thicke, Pharrell Williams e T.I. com quatro troféus cada. A cantora neo-zelandesa Lorde foi indicada a  12 prêmios. Katy Perry teve 10 indicações, incluindo Melhor Artista, Melhor Artista Feminina e Melhor Artista da Hot 100. Miley Cyrus recebeu nove indicações, incluindo Melhor Artista, Melhor Artista Feminina, Melhor Artista da Hot 100 e Melhor Artista de Streaming. Macklemore & Ryan Lewis tiveram oito indicações, incluindo Melhor Duo/Grupo. Durante a cerimônia, Jennifer Lopez recebeu o Prêmio Icon.
O Billboard Music Awards de 2014 foi produzido pela Dick Clark Productions. Allen Shapiro e Mike Mahan foram os produtores executivos, tendo Barry Adelman, Mark Bracco e Larry Klein como produtores.

## Performances

### Pré-cerimônia
| Artista(s)    | Canção     |
| ------------- | ---------- |
| Austin Mahone | "Mmm Yeah" |
| Cher Lloyd    | "Sirens"   |

### Premiação
| Artista(s)                            | Canção                                                            | Apresentado por                |
| ------------------------------------- | ----------------------------------------------------------------- | ------------------------------ |
| Pitbull Jennifer Lopez Claudia Leitte | "We Are One (Ole Ola)"                                            | —                              |
| OneRepublic                           | "Counting Stars"                                                  | Danica McKellar e Andi Dorfman |
| Iggy Azalea Charli XCX Ariana Grande  | "Fancy" (Azalea & XCX) "Problem" (Grande & Azalea)                | —                              |
| Florida Georgia Line Luke Bryan       | "This Is How We Roll"                                             | Kevin O'Leary e Mark Cuban     |
| Shakira                               | "Empire"                                                          | Miranda Lambert                |
| 5 Seconds of Summer                   | "She Looks So Perfect"                                            | Kendall Jenner                 |
| Katy Perry                            | "Birthday" (pré-gravado na Metro Radio Arena)                     | Ludacris                       |
| Imagine Dragons                       | "Tiptoe"                                                          | Criss Angel                    |
| Michael Jackson                       | "Slave to the Rhythm" (via Pepper's ghost)                        | Ludacris, Brad Paisley e Kesha |
| Ricky Martin                          | "Vida"                                                            | —                              |
| Luke Bryan                            | "Play It Again"                                                   | —                              |
| Lorde                                 | "Tennis Court"                                                    | Nicki Minaj                    |
| Miranda Lambert Carrie Underwood      | "Somethin' Bad"                                                   | Brad Paisley                   |
| John Legend                           | "All of Me" "You and I (Nobody in the World)"                     | Chrissy Teigen                 |
| Jason Derulo Snoop Dogg 2 Chainz      | "Wiggle" Talk Dirty"                                              | Jordin Sparks                  |
| Miley Cyrus The Flaming Lips          | "Lucy in the Sky with Diamonds" (pré-gravado na Manchester Arena) | Snoop Dogg                     |
| Robin Thicke                          | "Get Her Back"                                                    | —                              |
| Jennifer Lopez                        | "First Love"                                                      | Iggy Azalea e Ricky Martin     |

### DJ Residente
- Tiesto

## Vencedores e indicados
Os vencedores estão listados em negrito.
| Melhor Artista (apresentado por Ludacris) | Artista Revelação (apresentado por Carrie Underwood) |
| --- | --- |
| - Justin Timberlake - Miley Cyrus - Imagine Dragons - Bruno Mars - Katy Perry | - Lorde - Bastille - Capital Cities - Ariana Grande - Passenger |
| Melhor Artista Masculino | Melhor Artista Feminina (apresentado por Josh Groban) |
| - Justin Timberlake - Luke Bryan - Drake - Eminem - Bruno Mars | - Katy Perry - Beyoncé - Miley Cyrus - Lorde - Rihanna |
| Melhor Duo/Grupo | Melhor Artista em Turnê |
| - Imagine Dragons - Florida Georgia Line - Macklemore & Ryan Lewis - One Direction - OneRepublic | - Bon Jovi - Beyoncé - P!nk - Rihanna - Bruce Springsteen & the E-Street Band |
| Melhor Artista da Billboard 200 | Melhor Álbum da Billboard 200 (apresentado por Lucy Hale e Jack Antonoff) |
| - Justin Timberlake - Beyoncé - Luke Bryan - Eminem - One Direction | - The 20/20 Experience – Justin Timberlake - Beyoncé – Beyoncé - Crash My Party – Luke Bryan - Nothing Was the Same – Drake - The Marshall Mathers LP 2 – Eminem                                                                                                 |
| Melhor Artista da Hot 100 | Melhor Canção da Hot 100 |
| - Imagine Dragons - Miley Cyrus - Lorde - Katy Perry - Justin Timberlake | - "Blurred Lines" – Robin Thicke com part. de T.I. & Pharrell Williams - "Wrecking Ball" – Miley Cyrus - "Radioactive" – Imagine Dragons - "Royals" – Lorde - "Roar" – Katy Perry                                                                                |
| Melhor Artista das Rádios | Melhor Canção das Rádios |
| - Justin Timberlake - Imagine Dragons - Lorde - Bruno Mars - Katy Perry | - "Blurred Lines" – Robin Thicke com part. de T.I. & Pharrell Williams - "Wake Me Up!" – Avicii - "Royals" – Lorde - "Roar" – Katy Perry - "Mirrors" – Justin Timberlake                                                                                         |
| Melhor Artista Digital | Melhor Canção Digital |
| - Katy Perry - Miley Cyrus - Imagine Dragons - Lorde - Macklemore & Ryan Lewis | - "Blurred Lines" – Robin Thicke com part. de T.I. & Pharrell Williams - "Radioactive" – Imagine Dragons - "Royals" – Lorde - "Counting Stars" – OneRepublic - "Roar" – Katy Perry                                                                               |
| Melhor Artista Social (votado pelos fãs) | Melhor Artista de Streaming |
| - Justin Bieber - Miley Cyrus - One Direction - Rihanna - Taylor Swift | - Miley Cyrus - Imagine Dragons - Macklemore & Ryan Lewis - Katy Perry - PSY |
| Melhor Canção de Streaming (Áudio) | Melhor Canção de Streaming (Vídeo) |
| - "Radioactive" – Imagine Dragons - "Get Lucky" – Daft Punk com part. de Pharrell Williams - "Royals" – Lorde - "Can't Hold Us" – Macklemore & Ryan Lewis com part. de Ray Dalton - "Blurred Lines" – Robin Thicke com part. de T.I. & Pharrell Williams                    | - "Wrecking Ball" – Miley Cyrus - "Harlem Shake" – Baauer - "We Can't Stop" – Miley Cyrus - "Thrift Shop" – Macklemore & Ryan Lewis com part. de Wanz - "Roar" – Katy Perry                                                                                      |
| Melhor Artista Cristão | Melhor Canção Cristã |
| - Chris Tomlin - Mandisa - Skillet - tobyMac - Matthew West | - "Hello, My Name Is" – Matthew West - "We Won't Be Shaken" – Building 429 - "Overcomer" – Mandisa - "Help Me Find It" – Sidewalk Prophets - "Whom Shall I Fear (God of Angel Armies)" – Chris Tomlin                                                            |
| Melhor Álbum Cristão | Melhor Artista Country (apresentado por Phillip Phillips) |
| - Precious Memories Volume II – Alan Jackson - Rise – Skillet - Miracle – Third Day - Burning Lights – Chris Tomlin - WOW Hits 2014 – Various Artists | - Luke Bryan - Florida Georgia Line - Darius Rucker - Blake Shelton - Taylor Swift |
| Melhor Canção Country (apresentado por Pete Wentz) | Melhor Álbum Country |
| - "Cruise" – Florida Georgia Line com part. de Nelly - "Crash My Party" – Luke Bryan - "That's My Kind of Night" – Luke Bryan - "Wagon Wheel" – Darius Rucker - "Boys 'Round Here" – Blake Shelton com part. de Pistol Annies & friends                                     | - Crash My Party – Luke Bryan - Blame It All on My Roots: Five Decades of Influences – Garth Brooks - Here's to the Good Times – Florida Georgia Line - Duck the Halls: A Robertson Family Christmas – The Robertsons - Based on a True Story... – Blake Shelton |
| Melhor Artista de Dance/Eletrônica | Melhor Canção de Dance/Eletrônica |
| - Daft Punk - Avicii - Calvin Harris - Lady Gaga - ZEDD | - "Wake Me Up!" – Avicii - "Get Lucky" – Daft Punk com part. de Pharrell Williams - "I Love It" – Icona Pop com part. de Charli XCX - "Applause" – Lady Gaga - "Clarity" – ZEDD com part. de Foxes                                                               |
| Melhor Álbum de Dance/Eletrônica | Melhor Artista Latino |
| - Random Access Memories – Daft Punk - True – Avicii - Artpop – Lady Gaga - Lindsey Stirling – Lindsey Stirling - Clarity – ZEDD | - Marc Anthony - Gerardo Ortiz - Jenni Rivera - Prince Royce - Romeo Santos |
| Melhor Canção Latina | Melhor Álbum Latino |
| - "Vivir Mi Vida" – Marc Anthony - "Limbo" – Daddy Yankee - "Loco" – Enrique Iglesias com part. de Romeo Santos - "Darte un Beso" – Prince Royce - "Propuesta Indecente" – Romeo Santos                                                                                     | - 3.0 – Marc Anthony - Confidencias – Alejandro Fernández - 1969 - Siempre, En Vivo Desde Monterrey, Parte 1 – Jenni Rivera - Soy el Mismo – Prince Royce - Formula, Vol. 2 – Romeo Santos                                                                       |
| Melhor Artista de R&B | Melhor Canção de R&B |
| - Justin Timberlake - Beyoncé - Pharrell Williams - Rihanna - Robin Thicke | - "Blurred Lines" – Robin Thicke com part. de T.I. & Pharrell Williams - "Drunk in Love" – Beyoncé ft. Jay-Z - "Hold On, We're Going Home" – Drake com part. de Majid Jordan - "Happy" – Pharrell Williams - "Suit & Tie" – Justin Timberlake com part. de Jay-Z |
| Melhor Álbum de R&B | Melhor Artista de Rap |
| - The 20/20 Experience – Justin Timberlake - Beyoncé – Beyoncé - Black Panties – R. Kelly - Blurred Lines – Robin Thicke - The 20/20 Experience – 2 of 2 – Justin Timberlake                                                                                                | - Eminem - Drake - Jay-Z - Macklemore & Ryan Lewis - Pitbull |
| Melhor Canção de Rap | Melhor Álbum de Rap |
| - "Can't Hold Us" – Macklemore & Ryan Lewis com part. de Ray Dalton - "The Monster" – Eminem com part. de Rihanna - "Holy Grail" – Jay-Z com part. de Justin Timberlake - "Thrift Shop" – Macklemore & Ryan Lewis com part. de Wanz - "Timber" – Pitbull com part. de Kesha | - The Marshall Mathers LP 2 – Eminem - Born Sinner – J. Cole - Nothing Was the Same – Drake - Magna Carta Holy Grail – Jay-Z - The Heist – Macklemore & Ryan Lewis                                                                                               |
| Melhor Artista de Rock | Melhor Canção de Rock (apresentado por Lindsey Stirling e Sarah Hyland) |
| - Imagine Dragons - Capital Cities - Fall Out Boy - Lorde - Passenger | - "Royals" – Lorde - "Safe and Sound" – Capital Cities - "Demons" – Imagine Dragons - "Radioactive" – Imagine Dragons - "Let Her Go " – Passenger |
| Melhor Álbum de Rock (apresentado por Shania Twain) | Prêmio Milestone (votado pelos fãs) (apresentado por Kelly Rowland) |
| - Night Visions – Imagine Dragons - Born to Die – Lana Del Rey - Save Rock and Roll – Fall Out Boy - Pure Heroine – Lorde - Babel – Mumford & Sons | - Carrie Underwood - Ellie Goulding - OneRepublic - Imagine Dragons - John Legend - Luke Bryan |
| Prêmio Icon (apresentado por Iggy Azalea e Ricky Martin) | |
| Jennifer Lopez | |

### Artistas com múltiplas vitórias e indicações
| Indicações | Artista                 |
| ---------- | ----------------------- |
| 14         | Imagine Dragons         |
| 12         | Justin Timberlake       |
| 12         | Lorde                   |
| 10         | Katy Perry              |
| 9          | Miley Cyrus             |
| 9          | Pharrell Williams       |
| 8          | Luke Bryan              |
| 8          | Macklemore & Ryan Lewis |
| 7          | Beyoncé                 |
| 7          | Robin Thicke            |
| 6          | Eminem                  |
| 5          | Drake                   |
| 5          | Jay-Z                   |
| 5          | Rihanna                 |
| 5          | T.I.                    |
| 4          | Avicii                  |
| 4          | Daft Punk               |
| 4          | Florida Georgia Line    |
| 4          | Romeo Santos            |
| 3          | Marc Anthony            |
| 3          | Capital Cities          |
| 3          | Lady Gaga               |
| 3          | Bruno Mars              |
| 3          | One Direction           |
| 3          | OneRepublic             |
| 3          | Passenger               |
| 3          | Prince Royce            |
| 3          | Blake Shelton           |
| 3          | Chris Tomlin            |
| 3          | ZEDD                    |
| 2          | Ray Dalton              |
| 2          | Fall Out Boy            |
| 2          | Mandisa                 |
| 2          | Pitbull                 |
| 2          | Jenni Rivera            |
| 2          | Darius Rucker           |
| 2          | Skillet                 |
| 2          | Taylor Swift            |
| 2          | Wanz                    |
| 2          | Matthew West            |

| Prêmios | Artista           |
| ------- | ----------------- |
| 7       | Justin Timberlake |
| 5       | Imagine Dragons   |
| 4       | T.I.              |
| 4       | Robin Thicke      |
| 4       | Pharrell Williams |
| 3       | Marc Anthony      |
| 3       | Miley Cyrus       |
| 2       | Luke Bryan        |
| 2       | Daft Punk         |
| 2       | Eminem            |
| 2       | Lorde             |
| 2       | Katy Perry        |